# Västansjön, Medelpad
Västansjön är en sjö i Sundsvalls kommun i Medelpad och ingår i Selångersåns huvudavrinningsområde. Sjön har en area på 0,369 kvadratkilometer och ligger 153,4 meter över havet. Sjön avvattnas av vattendraget Selångersån.

## Delavrinningsområde
Västansjön ingår i det delavrinningsområde (693142-155650) som SMHI kallar för Utloppet av Västansjön. Medelhöjden är 249 meter över havet och ytan är 4,91 kvadratkilometer. Räknas de 17 avrinningsområdena uppströms in blir den ackumulerade arean 87,34 kvadratkilometer. Avrinningsområdets utflöde Selångersån mynnar i havet. Avrinningsområdet består mestadels av skog (77 procent). Avrinningsområdet har 0,37 kvadratkilometer vattenytor vilket ger det en sjöprocent på 7,5 procent.